# Ле Фесте (Белуно)
Ле Фесте (итал. Le Feste) је насеље у Италији у округу Белуно, региону Венето.
Према процени из 2011. у насељу је живело 20 становника. Насеље се налази на надморској висини од 1143 м.